# Фрізленд (Вісконсин)
Фрізленд (англ. Friesland) — селище (англ. village) в США, в окрузі Колумбія штату Вісконсин. Населення — 320 осіб (2020).

## Географія
Фрізленд розташований за координатами 43°35′23″ пн. ш. 89°3′58″ зх. д. / 43.58972° пн. ш. 89.06611° зх. д. (43.589721, -89.066176).  За даними Бюро перепису населення США в 2010 році селище мало площу 2,67 км², з яких 2,64 км² — суходіл та 0,03 км² — водойми.

## Демографія
Згідно з переписом 2010 року, у селищі мешкало 356 осіб у 131 домогосподарстві у складі 95 родин. Густота населення становила 133 особи/км².  Було 141 помешкання (53/км²).
Расовий склад населення:
| - 96,3 % — білих - 1,4 % — чорних або афроамериканців - 0,6 % — корінних американців - 0,3 % — азіатів |

До двох чи більше рас належало 1,4 %. Частка іспаномовних становила 4,2 % від усіх жителів.
За віковим діапазоном населення розподілялося таким чином: 26,4 % — особи молодші 18 років, 59,6 % — особи у віці 18—64 років, 14,0 % — особи у віці 65 років та старші. Медіана віку мешканця становила 35,2 року. На 100 осіб жіночої статі у селищі припадало 94,5 чоловіків;  на 100 жінок у віці від 18 років та старших — 98,5 чоловіків також старших 18 років.
Середній дохід на одне домашнє господарство  становив 61 736 доларів США (медіана — 53 333), а середній дохід на одну сім'ю — 74 909 доларів (медіана — 60 833). Медіана доходів становила 40 833 долари для чоловіків та 35 417 доларів для жінок. За межею бідності перебувало 12,6 % осіб, у тому числі 10,0 % дітей у віці до 18 років та 14,9 % осіб у віці 65 років та старших.
Цивільне працевлаштоване населення становило 159 осіб. Основні галузі зайнятості: виробництво — 26,4 %, освіта, охорона здоров'я та соціальна допомога — 15,7 %, сільське господарство, лісництво, риболовля — 13,8 %, роздрібна торгівля — 13,2 %.